# Cratere Evander
Evander è un cratere sulla superficie di Dione.